# Oophaga sylvatica
Oophaga sylvatica är en groddjursart som först beskrevs av John W. Funkhouser 1956.  Oophaga sylvatica ingår i släktet Oophaga och familjen pilgiftsgrodor. IUCN kategoriserar arten globalt som nära hotad. Inga underarter finns listade i Catalogue of Life.